# Политические партии Узбекистана
Узбекистан является президентской республикой, однако парламент страны Олий Мажлис обладает набором важных полномочий. Олий Мажлис — высший государственный представительный орган, состоящий из двух палат. В Законодательной палате (номинально нижней) заседают депутаты, которые могут быть членами политических партий. Следовательно партийные фракции, представленные в парламенте, выступают участниками законодательной деятельности.
Согласно Конституции РУ, граждане имеют право объединяться в политические партии (ст. 39). Партии признаются общественными объединениями, которые могут быть запрещены и распущены только на основании решения суда (ст. 70). Партии участвуют в формировании государственной власти (ст. 74). Например, фракции политических партий, представленных в парламенте участвуют в консультациях с президентом по кандидатуре премьер-министра (ст. 118). Примечательно, что судьи не могут быть членами никаких партий, а прокуроры на время исполнения своих обязанностей должны приостанавливать членство и деятельность в партийных организациях.
Помимо Конституции деятельность партий регулируется законом «О политических партиях», другими нормативно-правовыми актами, а также партийными уставами. Закон «О политических партиях», принятый в 1996 году, заложил институциональные основы для многопартийности.
Для создания партии необходимо иметь не менее 20 тысяч членов партии, проживающих в не менее 8 территориальных субъектах, включая Ташкент и Каракалпакстан. Запрещается создание партий по национальному и религиозному признаку.
По состоянию на 2023 год в Узбекистане официально зарегистрированы 5 партий. Все они являются частью системы и имеют депутатов в парламенте. Парламентские фракции имеют право объединяться в блоки. В 2005—2009 гг. действовал блок из УзЛиДеп, «Миллий тикланиш» и СДП «Адолат».
Все пять партий также были представлены в парламентах прошлых созывов. Партии придерживаются схожей политики по ключевым вопросам и решениям президента Шавката Мирзиёева. Некоторые партии достаточно активно критикуют друг друга, но в адрес президента критики почти нет.

## История становления партийной системы
Первый этап (1988—1991). Возникновение общественных движений и других неформальных структур.
Второй этап (1992—1995). Появление первых четырёх официально действующих партий, включая «партию власти» в лице Народно-демократической партии.
Третий этап (1996—2004). Институционализация партий.
Четвертый этап (2005—2007). Фактическое вхождение всех партий в единую пропрезидентскую коалицию.
Пятый этап (2007—2009). Совершенствование законодательной базы.
Шестой этап (2010-наст. время). Более активное участие партий в политической модернизации страны.

## Имеющие официальную регистрации партии
Список всех официально зарегистрированных партий страны на 2023 год:
- Либерально-демократическая партия Узбекистана (УзЛиДеП) — правящая партия
- Демократическая партия «Миллий тикланиш»
- Народно-демократическая партия Узбекистана
- Социал-демократическая партия «Адолат»
- Экологическая партия Узбекистана, в прошлом Экологическое движение Узбекистана

## Парламентские партии
Список всех партий в парламенте.
| Название партии                                                                             | Лидер партии      | Руководитель фракции | Численность фракции |
| ------------------------------------------------------------------------------------------- | ----------------- | -------------------- | ------------------- |
| «Движения предпринимателей и деловых людей — Либерально-демократической партии Узбекистана» | Актам Хаитов      | Актам Хаитов         | 60                  |
| «Миллий тикланиш»                                                                           | Алишер Кадыров    | Алишер Кадыров       | 29                  |
| «Адолат»                                                                                    | Робахон Махмудова | Робахон Махмудова    | 19                  |
| «Народно-демократическая партия Узбекистана»                                                | Улугбек Иноятов   | Улугбек Иноятов      | 17                  |
| «Экологическая партия Узбекистана»                                                          | Абдушукур Хамзаев | Абдушукур Хамзаев    | 16                  |

## Не имеющие официальной регистрации/запрещённые партии
Список на ноябрь 2019 года.
- Народное движение Узбекистана[9]
- Демократическая партия «Эрк»[10][11][9], фактически неактивная
- Партия «Бирлик»[12][10][9], фактически неактивная
- Народно-демократическая партия «Бирдамлик»[11]
- Коммунистическая партия Узбекистана[13], фактически неактивная
- Исламское движение Узбекистана[12][14], признано Узбекистаном, РФ и США террористической организацией

## Ныне не существующие (не действующие) партии
Список на ноябрь 2019 года.
- Исламская партия возрождения Узбекистана[14] (1990—1996), признана Узбекистаном, РФ и США террористической организацией
- Партия «Ватан тараккиёти»[15] (1992—2000)
- Национально-демократическая партия «Фидокорлар»[15] (1999—2008)
- Партия «Озод дехконлар»[16] (Свободные дехкане), создана в декабре 2003 года
- Солнечный Узбекистан[16] Коалиции «Серкуёш Узбекистоним», создана в апреле 2005 года

## Советский период
- Коммунистическая партия Узбекской ССР[15] (1925—1991)